# Protonebulosa planetaria

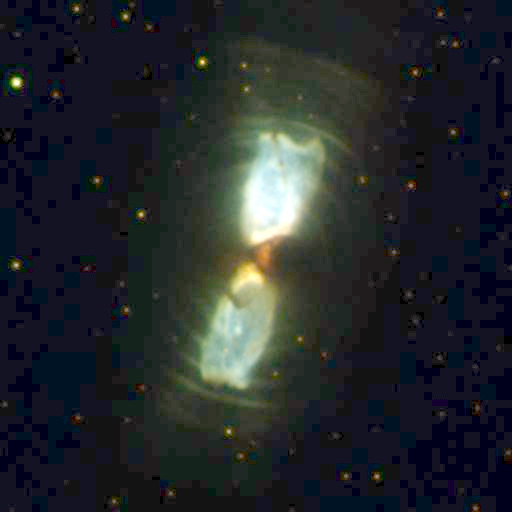
Imagen obtenida con el telescopio espacial Hubble de la nebulosa Algodón de Azúcar (IRAS 17150-3224), protonebulosa planetaria en la constelación de Scorpius.

Una protonebulosa planetaria, nebulosa protoplanetaria o nebulosa preplanetaria (en inglés protoplanetary nebula, abreviado PPN) es un objeto astronómico que existe durante un corto episodio de la evolución estelar comprendido entre la fase tardía de la rama asintótica gigante (RAG) y la siguiente fase de nebulosa planetaria. Las protonebulosas 
planetarias son nebulosas de reflexión que emiten una importante cantidad de radiación infrarroja. Es la penúltima fase luminosa en la vida de una estrella de masa comprendida entre 1 y 8 masas solares (MSol).

## Nombre
El nombre de protonebulosa planetaria —en cualquiera de sus variantes— es equívoco por la posible confusión con el mismo término empleado a veces al hablar de disco protoplanetario, dos conceptos distintos sin relación alguna. El término protonebulosa planetaria proviene del término nebulosa planetaria, acuñado por los antiguos astrónomos cuando encontraron que el aspecto de una nebulosa planetaria era similar al de gigantes gaseosos como Neptuno y Urano.

## Evolución

### Fase inicial
Durante la fase tardía de la rama asintótica gigante, cuando la pérdida de masa reduce la masa de la envoltura de hidrógeno a 10-2 MSol para una masa  del núcleo de 0,60 MSol, la estrella empieza a evolucionar hacia la zona azul del diagrama de Hertzsprung-Russell. Cuando la envoltura de hidrógeno ha disminuido hasta aproximadamente 10-3 MSol, ésta ha quedado tan desbaratada que se piensa que no es posible que continúe la pérdida de masa a gran escala. En este punto, la temperatura efectiva de la estrella es de unos 5000 K, y define el comienzo de la fase de protonebulosa planetaria.

### Fase de protonebulosa planetaria

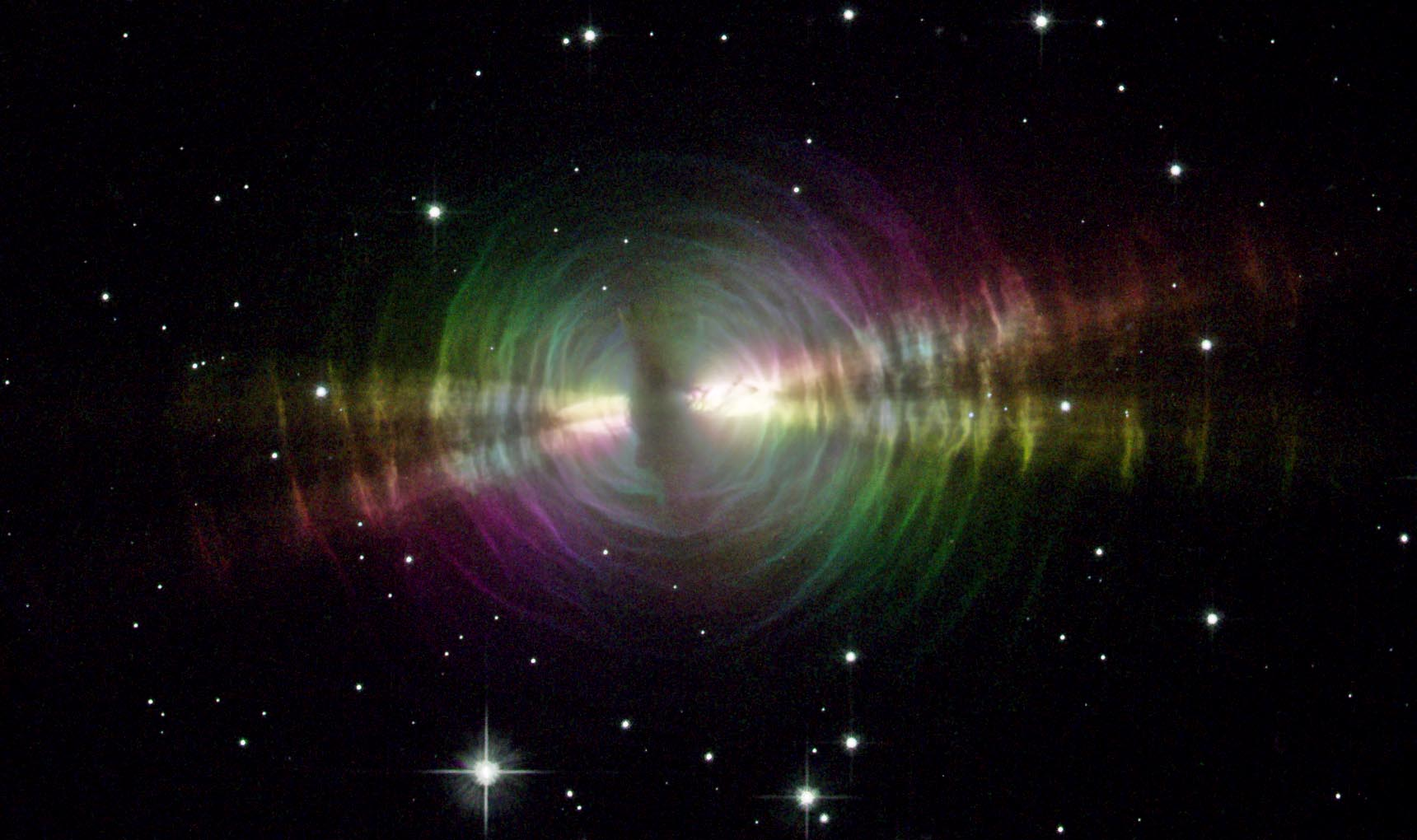
Nebulosa del Huevo, protonebulosa planetaria en la constelación de Cygnus.

Durante la fase de protonebulosa planetaria (PPN) la temperatura de la estrella central continúa aumentando como resultado de la pérdida de masa de la envoltura y como consecuencia de la fusión nuclear de la capa de hidrógeno. En esta fase, la estrella central es aún demasiado fría para ionizar la envoltura circunestelar expulsada durante la fase anterior, que se mueve lentamente. Dos ejemplos de estrellas que están en esta fase son 89 Herculis y quizás HD 179821. Sin embargo, parece que la estrella central genera intensos vientos estelares colimados que dan forma a esta envoltura. En última instancia, la fase de PPN es la que da forma a la nebulosa planetaria subsiguiente. Durante la separación de la envoltura de la RAG —o poco después de la misma—, la forma de esta envoltura cambia desde una forma simétrica aproximadamente esférica a una forma con simetría axial. Las morfologías resultantes son nebulosas bipolares, chorros ("jets") de gas y ondas de proa del tipo Herbig Haro.

### Fase final
La fase final de protonebulosa planetaria prosigue hasta que la estrella central alcanza en torno a 30 000 K, momento en el cual su espectro puede recordar al de una estrella Wolf-Rayet, y empieza a producir suficiente radiación ultravioleta como para ionizar la nebulosa circunestelar (los gases expulsados), transformándose en una clase de nebulosa de emisión que recibe el nombre de nebulosa planetaria. Esta transición debe producirse en menos de 10 000 años, pues en caso contrario la densidad de la envoltura circunestelar descenderá por debajo del umbral permitido para la formación de la nebulosa planetaria.